# Služba vnešnej razvedki
Il Servizio informazioni estero (in russo Служба внешней разведки? traslitterato come Služba vnešnej razvedki, abbreviato: SVR) è uno dei tre servizi segreti della Federazione Russa che ha competenza sulle attività di sicurezza e di contrasto delle minacce provenienti da o verso l'estero.

## Storia
È stato il primo organismo di sicurezza a prendere vita dopo lo scioglimento del KGB. Assunse inizialmente la denominazione di CSR (Central'naja služba razvedki: Servizio centrale informazioni) nell'ottobre 1991, ereditando le competenze del Primo direttorato centrale del KGB.
Questo organismo ha sede a Mosca e dispone di uffici in ambasciate, consolati e rappresentanze commerciali in tutto il mondo.
L'attuale capo del SVR é Sergej Naryškin.

## Organizzazione
L'organizzazione è la seguente:
- direttorato "S": responsabile per gli agenti illegali (quelli che hanno copertura assoluta) distribuiti in giro per il mondo;
- direttorato "T": incaricato dell'intelligence scientifica e tecnologica;
- direttorato "K": si occupa di contrastare le infiltrazioni di agenti stranieri e di controllare i cittadini russi all'estero;
- servizio "I": si occupa dell'analisi dei dati ottenuti attraverso l'attività dei propri agenti all'estero e della redazione di informative quotidiane;
- servizio "A": responsabile della pianificazione e dell'attuazione di misure attive di intelligence;
- servizio "R": che controlla l'efficacia delle operazioni di SVR all'estero;
- Accademia del servizio informazioni estero: si occupa di formazione e perfezionamento del personale.

L'organizzazione operativa può contare su undici dipartimenti territoriali, sfrutta la copertura diplomatica e si avvale dell'ausilio di forze speciali o Spetsnaz (in particolare delle unità Vympel e Alpha).